# Глазов, Юрий Алексеевич
Юрий Алексеевич Глазов (5 марта 1943, Нижний Тагил — 18 июня 2004) — советский хоккеист (нападающий), бо́льшую часть карьеры проведший в ленинградском СКА. Мастер спорта . По данным сайта eliteprospects.com, брат хоккеиста Сергея Глазова.

## Биография
В чемпионате СССР дебютировал в 1961 году в составе «Крыльев Советов», где провёл два сезона, забив 11 шайб в чемпионате.
В 1963 году, будучи призван на армейскую службу, оказался в калининском СКА — однако по ходу первенства эта команда была снята с розыгрыша. В декабре 1963 года Глазов и ещё четыре экс-игрока калининской команды (Панюхин, Адарчев, Козлов, Меньшиков) были переведены в ленинградский СКА.
Глазов выступал за ленинградцев, руководимых Николаем Пучковым, почти всю оставшуюся карьеру (сезоны 1963/64 — 1973/74, кроме сезонов 1965/66 и 1972/73), проведя 266 матчей (112 голов, 47 результативных передач). В составе СКА — бронзовый призёр чемпионата СССР (1970/71), обладатель Кубка Шпенглера (1970), двукратный финалист Кубка СССР (1968, 1971). В «бронзовом» сезоне 1970/71 стал лучшим снайпером своей команды в чемпионате (26 шайб). Включён в список 34 лучших хоккеистов сезона в СССР (1971).
В сезоне 1965/66 выступал за ЦСКА, участник победного чемпионата СССР (9 игр, 1 гол в чемпионате), участник победного розыгрыша Кубка СССР (1 матч, 1 гол — в 1/32 финала).
В сезоне 1972/73 играл в ленинградском «Шторме» (вторая лига).
Выступал за вторую сборную СССР.
Всего, по данным eliteprospects.com, в высшем эшелоне первенства СССР — 346 матчей, 126 голов, 50 голевых передач (с учётом игр за СКА Калинин в сезоне 1963/64).
В сезоне 1980/81 — главный тренер ленинградского «Ижорца», проводившего дебютный сезон в первенстве СССР (во второй лиге).
Был членом редакционного совета газеты «Хоккей-пресс», существовавшей в Петербурге в 1992—1993 годах.
Введён в Галерею славы петербургского хоккейного клуба СКА 4 декабря 2004 года.